# Palpares aegrotus
Palpares aegrotus är en insektsart som beskrevs av Carl Eduard Adolph Gerstäcker 1888. 
Palpares aegrotus ingår i släktet Palpares och familjen myrlejonsländor. Inga underarter finns listade i Catalogue of Life.